# Shababnik
 (mai 2024).
Un Shababnik (en hébreu : שבבניק ou שבאבניק, Chababnike ; pluriel : שבבניקים ou שבאבניקים, Chababnikime) est un terme d'argot dans les communautés ultra-orthodoxes juives pour désigner un jeune marginal ultra-orthodoxe. Il s'agit généralement d'un jeune qui a été expulsé du système éducatif et qui a cessé de se comporter selon les normes de la société ultra-orthodoxe.

## Étymologie
Étymologiquement, l'appellation est une combinaison du mot arabe Shabab (شباب), signifiant jeunesse, et du suffixe slave et yiddish Nik (ניק).
Certains ultra-orthodoxes affirment que le terme Shabab (שב"ב) proviens en réalité des initiales du passage שמח בחור בילדותך (Réjouis-toi, jeune homme, dans ton jeune âge); (Ecclésiaste, 11:9).

## Culture
En 2017, HOT a diffusé la série comique Shababnikim (שבאבניקים, The New Black en anglais) mettant en scène des étudiants de yechiva ultra-orthodoxes rebelles.